# Сидни Беше
Сидни Бешè (на английски: Sidney Bechet) е американски джаз саксофонист, кларинетист и композитор. Фамилното му име се произнася на френски, защото той е потомък на френските колонизатори на Луизиана, отначало живее във френския квартал на Ню Орлиънс и последните 10 години от живота си прекарва във Франция.
Той е един от първите значими солисти в джаза (води пред корнетиста и тромпетист Луис Армстронг в звукозаписа с няколко месеца, а по-късно прави дуети с него), и вероятно е първият значителен джаз саксофонист. Напиращата интерпретация, добре структурираните импровизации, и отличително, широко вибрато са характерни за стила на Бекет.
Ексцентричният темперамент на Бекет вреди на кариерата му, а широко признание получава едва в края на 40-те години на ХХ век.

## Дискография
Сингли
- „Texas Moaner Blues“, with Louis Armstrong, 1924
- „Cake Walkin' Babies from Home“, with Red Onion Jazz Babies, 1925
- „Blues in Thirds“, 1940
- „Dear Old Southland“, 1940
- „Egyptian Fantasy“, 1941
- „Muskrat Ramble“, 1944
- „Blue Horizon“, 1944
- „Petite Fleur“, 1959

1. ↑  King, Pops //   Посетен на 9 декември 2023 г.